# Glen Davis
Pour les articles homonymes, voir Davis.
Ne doit pas être confondu avec Glenn Davis.
Ronald Glen Davis, né le 1er janvier 1986 à Bâton-Rouge en Louisiane, est un basketteur professionnel américain évoluant aux postes d'ailier fort et de pivot. Davis est un bon shooteur proche du panier comme à mi-distance.

## Carrière universitaire
Glen Davis effectue ses années universitaires à l'Université d'État de Louisiane, évoluant pour l'équipe de basket-ball des LSU Tigers. Il termine sa saison cinquième meilleur marqueur de points de Southeastern Conference (SEC) avec 13,5 points de moyenne, et deuxième meilleur rebondeur avec 8,8 rebonds. Il réalise dix double-doubles. Il fixe son record de points à 28 unités et est nommé recrue de l'année en SEC par les entraîneurs du championnat.
Davis reçoit des récompenses journalistiques lors de sa deuxième année universitaire. Il est sélectionné dans la Second Team All-America par The Sporting News et de la troisième équipe par The Associated Press. Glen Davis est élu joueur de l'année de SEC. Il est le cinquième joueur à mener en points et aux rebonds le championnat depuis Shaquille O'Neal en 1991. En demi-finale du tournoi SEC, il réalise 28 points contre Vanderbilt. Son équipe opposée à Iona au premier tour du tournoi NCAA, Glen Davis s'illustre à nouveau en enregistrant 22 points, 13 rebonds et 6 contres.
Lors de sa dernière année universitaire avec 17,7 points et 10,4 rebonds en 29 rencontres pour les Tigers. Il mène le championnat aux rebonds et est le troisième meilleur marqueur. Davis réussit 15 double-doubles, notamment une performance de 27 points et 10 rebonds contre Mississippi. Il enregistre 24 points et 17 rebonds contre Alabama, 18 rebonds et ajoute 19 points contre Arkansas et à nouveau 25 points et 15 rebonds contre Tennessee au premier tour du tournoi NEC. Glen Davis est nommé dans la First Team All-SEC.
Glen Davis termine sa carrière universitaire avec 1 587 points, dixième meilleur marqueur de LSU, sixième meilleur rebondeur avec 916 ballons pris et troisième en termes de contres avec 110 réalisations.

## Carrière en NBA

### Celtics de Boston (2007-2011)

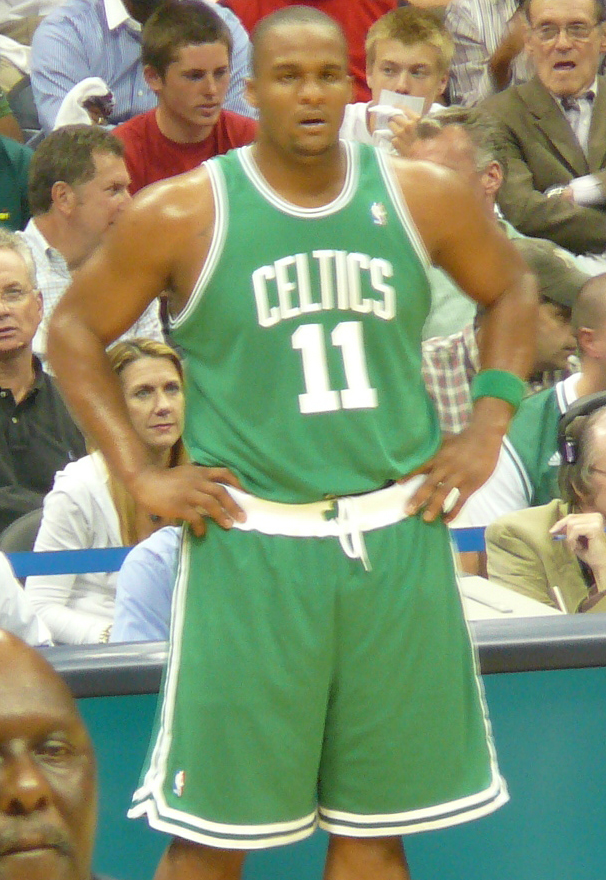
Glen Davis en 2008.

Il est drafté en 2007 par les SuperSonics de Seattle, mais faisant partie de l'échange qui envoie Ray Allen de Seattle à Boston, il signe aux Celtics de Boston.
Glen Davis fait ses débuts en NBA lors de la saison 2007-2008 des Celtics de Boston. Le 12 décembre 2007, Davis commence pour la première fois une rencontre dans le championnat lors d'une victoire 90 à 78 contre Sacramento au TD Garden. Il passe près du double-double en inscrivant 16 points et attrapant 9 rebonds. Le 5 janvier à Détroit, Davis termine meilleur marqueur des Celtics pour la première fois de sa carrière avec 20 points, c'est la première fois de la saison que ce n'est pas un des membres du Big Three qui termine meilleur marqueur. Il participe à la rotation dans les playoffs, ayant un rôle mineur dans le succès du club. Sa saison rookie se conclut donc par le dix-septième titre NBA de l'histoire des Celtics.
Glen Davis obtient plus de temps de jeu lors de sa deuxième saison à Boston. Avec en moyenne de 21,5 minutes, il inscrit 7 points par rencontre. Davis commence même 16 matchs dans le cinq majeur des Celtics. De retour d'une entorse à la cheville droite, il bat son record de points en NBA avec 24 points contre Memphis le 21 mars 2009.
Davis rate les 27 premiers matchs de la saison 2009-2010 à cause d'une blessure à son pouce droit. Son temps de jeu diminue, ce qui ne l'empêche pas de marquer le 1 000e point de sa carrière contre New York le 23 février 2010. En playoffs, Glen Davis est présent voire décisif lorsqu'il inscrit 23 points contre Miami lors de la deuxième rencontre du premier tour. Il se montre à nouveau en finales NBA en inscrivant 18 points lors du match 4.
Pour la saison 2010-2011, Davis voit son temps de jeu encore une fois augmenter à près de 30 minutes par match. Cela lui permet de passer pour la première fois la barre des 10 points et 5 rebonds de moyenne.

### Magic d'Orlando (2011-Fév.2014)
Lors de l'intersaison 2011, Davis est transféré à Orlando contre Brandon Bass. Il finira la saison avec des moyennes de 9.3 points et 5.4 rebonds.
Le 20 février 2014, il est coupé par le Magic et intéresse de nombreuses équipes prétendantes au titre comme les Clippers, les Nets, les Spurs, les Warriors, le Heat et les Bulls.

### Clippers de Los Angeles (Fév.2014-avril 2015)
Le 23 février 2014, il signe avec les Clippers de Los Angeles. Le lendemain, il assiste au match des Clippers contre les Pelicans de La Nouvelle-Orléans. En civil lors de ce match, il en profite pour discuter avec ses nouveaux coéquipiers et se satisfait de retrouver un rôle de remplaçant.

## Affaires judiciaires
Le 9 mai 2024, Glen Davis écope de trois ans et demi de prison pour avoir fraudé l'assurance maladie de la ligue NBA à hauteur de plus de 5 millions de dollars pendant quatre ans.

## Records NBA
Les records personnels de Glen Davis, officiellement recensés par la NBA sont les suivants :
| Type de statistique        | Saison régulière | Saison régulière         | Saison régulière | Playoffs | Playoffs              | Playoffs      |
| Type de statistique        | Record           | Adversaire               | Date             | Record   | Adversaire            | Date          |
| -------------------------- | ---------------- | ------------------------ | ---------------- | -------- | --------------------- | ------------- |
| Points                     | 33               | @ Sixers de Philadelphie | 3 décembre 2013  | 26       | Bulls de Chicago      | 20 avril 2009 |
| Paniers marqués            | 15               | @ 76ers de Philadelphie  | 3 décembre 2013  | 12       | Bulls de Chicago      | 20 avril 2009 |
| Paniers tentés             | 25               | Nuggets de Denver        | 2 novembre 2012  | 21       | Bulls de Chicago      | 20 avril 2009 |
| Paniers à 3 points réussis | 1                | 10 fois                  |                  |          |                       |               |
| Paniers à 3 points tentés  | 3                | Bulls de Chicago         | 15 janvier 2014  | 1        | 5 fois                |               |
| Lancers francs réussis     | 10               | Kings de Sacramento      | 12 décembre 2007 | 9        | Heat de Miami         | 20 avril 2010 |
| Lancers francs tentés      | 12               | Nuggets de Denver        | 8 décembre 2010  | 11       | Heat de Miami         | 20 avril 2010 |
| Rebonds offensifs          | 9                | Nuggets de Denver        | 1er avril 2012   | 7        | @ Pacers d'Indiana    | 30 avril 2012 |
| Rebonds défensifs          | 12               | @ Lakers de Los Angeles  | 2 décembre 2012  | 8        | 2 fois                |               |
| Rebonds totaux             | 16               | 2 fois                   |                  | 13       | @ Pacers de l'Indiana | 28 avril 2012 |
| Passes décisives           | 8                | @ Raptors de Toronto     | 2 janvier 2011   | 6        | @ Bulls de Chicago    | 23 avril 2009 |
| Interceptions              | 4                | 6 fois                   |                  | 6        | @ Bulls de Chicago    | 23 avril 2009 |
| Contres                    | 3                | 3 fois                   |                  | 3        | 2 fois                |               |
| Balles perdues             | 7                | @ Bucks de Milwaukee     | 8 avril 2008     | 4        | @ Bulls de Chicago    | 30 avril 2009 |
| Minutes jouées             | 50               | @ 76ers de Philadelphie  | 3 décembre 2013  | 53       | @ Bulls de Chicago    | 30 avril 2009 |

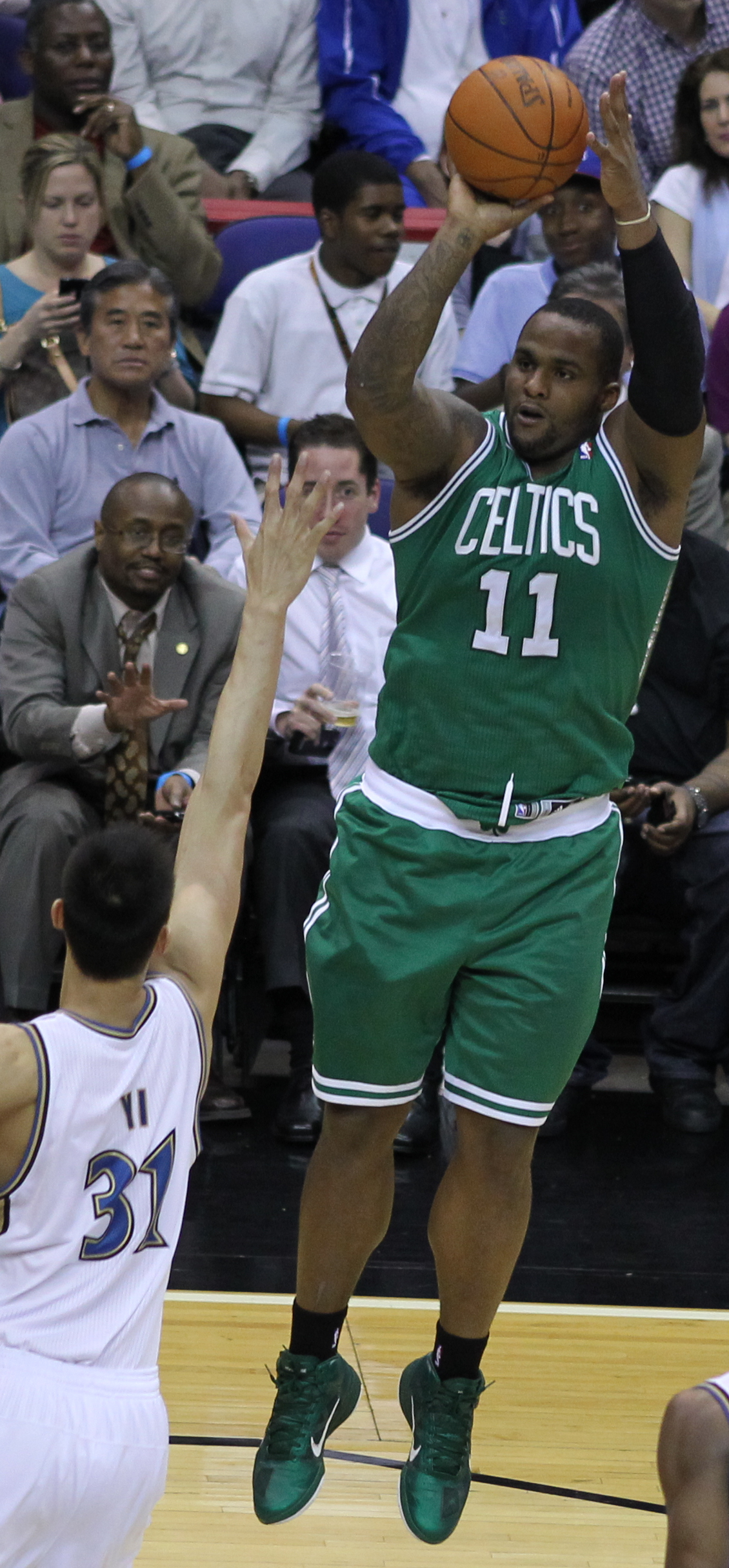
Glen Davis en avril 2011.

- Double-double : 33 (dont 4 en playoffs) (au 08/01/2015)
- Triple-double : aucun.